# محمد سعيد دفتر دار
محمد سعيد دفتر دار، من أدباء المملكة العربية السعودية، وهو قاص، ومؤرخ، وتربوي.

## نشأته
- ولد في المدينة المنورة، وقد توفي أبوه قبل ولادته فسُمي على أبيه محمد سعيد محمد سعيد بن يحيى
- تلقى تعليمه الأولي بكتاب السنبلية الشهير، وحفظ القرآن الكريم، وأتمه وجوده بالجزرية سنة 1332هـ، ثم ارتحل مع اسرته إلى دمشق ابان الحرب العالمية الأولى، والتحق بمدرسة الصنائع، ثم انتقل مع اسرته إلى لبنان، ودرس في بيروت بعض العلوم العربية والدينية، ثم سافر إلى مصر والتحق بالأزهر سنة 1348هـ، وظل قرابة عشر سنوات درس فيها على الطريقة النظامية الابتدائي والثانوي، والقسم العالي في اللغة العربية، ثم تخرج حاصلاً على الشهادة العالمية سنة 1359هـ، ثم درس في كلية الشريعة متخصصاً في التدريس، وتخرج فيها سنة 1361هـ، ثم عاد إلى المدينة، فعمل مدرساً، ثم عمل مديراً للمدرسة الثانوية، ثم معتمداً للمعارف بالمدينة المنورة، بالإضافة إلى عمله، واستمر حتى سنة 1369هـ حيث تم فصل المعتمدية عن المدرسة، واشتغل بإدارة المعتمدية، ثم عمل بمدرسة طيبة الثانوية حتى أحيل إلى التقاعد بعد مضي عشرين سنة قضاها في التعليم بالمدينة المنورة، حيث أسس في المدينة ما يقارب ثلاثين مدرسة، وقضى حياته محباً للعلم والأدب.[2]

## أسلوبه الكتابي
كان موسوعياً اهتم بكتابة تاريخ الأدب العربي، وأعاد كتابته بلغة عصره، كما تميز بكتابة التراجم بأسلوب شيق أتسم بالمصداقية والدقة، ولهُ إرث علمي متنوع، بعضهُ مطبوع، وبعضهُ إما مخطوط، وإما متفرق بين الكتب والصحف.

## مؤلفاته
- تاريخ الأدب العربي، بالاشتراك مع أحمد حسن كحيل، القاهرة، دار النيل للطباعة، 1375هـ/1955م
- قصة الأفندي: (قصة طويلة) جدة: دار المنهل، 1381هـ/1961م
- المجيدي الضائع والحاجة فلحة (قصة) مكة: دار قريش، 1389هـ/1969م
- ذخائر المدينة في أسمائها وفضائلها وأدعية زيارة آثارها الشريعة، بيروت: دار الأنصار، 1390هـ/1970م
- أعلام المدينة المنورة (مخطوط) ونشر منجماً على صفحات مجلة المنهل
- وتوجد له مؤلفات أخرى مثل (تاريخ الأدب والبلاغة، وطلائع الفكر والأدب، وديوان شعر، ومذكرات من تاريخ العرب قبل الإسلام، ونصوص مختارة، ومحاضرات دينية) وهي مخطوطة.[3]

## وفاته
توفي بمنزله الكائن بباب المجيدي في 29 ربيع الأول من سنة 1392هـ/13 مايو 1972م، ودُفن ببقيع الغرقد بالمدينة المنورة.

## انظر ايضاً
- عبدالله الغذامي
- محمد العيد الخطراوي

## وصلات خارجية
- المدينة المنورة.. مأرز التاريخ والفكر والأدب.